# Retshjælpen
|  | Denne artikel er oprettet af botten PalnaBot ud fra en ekstern database. Den kan derfor have sproglige fejl eller mangler. Denne skabelon kan fjernes efter kontrol af indholdet. |

Retshjælpen er en film instrueret af Per K. Kirkegaard.

## Handling
Dokumentarfilmen "Retshjælpen" sætter ansigter på nogle af de 17.000 henvendelser, som Københavns Retshjælp får hvert eneste år - og som de frivillige jurister møder i nogle af Retshjælpens mange små lokaler. Vi ser den velklædte amerikaner, der mere eller mindre opløst af frustrationer, vil have hjælp til at få sit stjålne vasketøj tilbage. Vi følger mæglingsprocessen mellem Pia og Kim omkring en bodeling, der er gået fuldstændig i hårknude. Vi møder de tre unge håndværkere, der kæmper for at få deres huslejedepositum tilbage. Filmen er blevet til over en periode på et år, og følger tre juristpar og deres klienter. Filmen viser, hvordan juristerne håndterer klienterne og hjælper dem til at få løst deres ofte uoverskuelige problemer, store som små.